# Sybra immaculata
Sybra immaculata är en skalbaggsart som beskrevs av Stefan von Breuning 1953. Sybra immaculata ingår i släktet Sybra och familjen långhorningar. Inga underarter finns listade i Catalogue of Life.